# خطوط أورال الجوية
خطوط أورال الجوية (بالروسية: Ура́льские авиали́нии)‏ هي شركة طيران مقرها في يكاترينبورغ، روسيا، تقوم بتشغيل رحلات جوية محلية ودولية مجدولة ومن خارج مطار كولتسوفو الدولي. في عام 2016، نقلت الشركة 6.5 مليون مسافر.

## نظرة عامة
تأسست شركة الطيران في عام 1943 باسم (Sverdlovsk State Air Enterprises)، وأصبحت فيما بعد جزءًا من إيروفلوت شركة الطيران في عصر الاتحاد السوفيتي، حيث كانت مسؤولة عن مطار يكاترينبغ. بعد الانفصال عن شركة إيروفلوت، أصبحت شركة خطوط أورال الجوية شركة مساهمة تأسست بموجب قوانين الاتحاد الروسي في 28 ديسمبر 1993، وتم فصل شركة الطيران عن المطار.
في عام 2010، قاعدت خطوط أورال الجوية جميع طائراتها أنتونوف أن-24، وإليوشن إي أل-86، وتوبوليف تو 154. في 16 أكتوبر 2011، قاعدت الشركة طائرات توبوليف تو 154 ، والتي كانت تتسع لـ 164 مقعدًا موزعة على درجتي إركاب.
لدى شركة طيران أورال 3348 موظفًا. القاعدة التقنية لشركة الطيران هي واحدة من الأكبر والأكثر حداثة في روسيا. معداتها التقنية والمهندسين ذوي الخبرة تسمح لشركة خطوط أورال الجوية بتقديم الخدمات اللازمة داخل الشركة. في عام 2012، افتتحت شركة الطيران مجمع تدريب للطيارين. كان نظام التدريب على طائرة إيرباص إيه 320 والذي كلف 7.5 مليون يورو. تضمن المجمع أعمال البناء أيضًا، بمبلغ 9 ملايين يورو. يقول الرئيس التنفيذي لشركة الطيران أن التدريب العملي يستغرق الآن 4 ساعات بدلا من 4 أيام. تخطط شركة الطيران أيضًا لشراء مجمع التدريب الخاص بـ إيرباص إيه 330.
في عام 2017، منحت سكايتراكس خطوط أورال الجوية تصنيف 3 نجوم، مما جعلها الشركة الرابعة مع تصنيف ثلاث نجوم في روسيا ورابطة الدول المستقلة بعد خطوط إس سفن لجوية، الخطوط الجوية الأوزبكستانية الخطوط الجوية الأوزبكية وخطوط طيران مولدوفا.
حاليا، المراكز الرئيسية لخطوط أورال الجوية هيمطار دوموديدوفو الدولي في موسكو ومطار كولتسوفو الدولي في يكاترينبرغ. وهناك خطط لخطوط أورال الجوية لزيادة عدد محاورها، من خلال تطوير مراكز في مطار شيريميتييفو الدولي ومطار زوكوفسكي الدولي في موسكو.

## شؤون الشركات

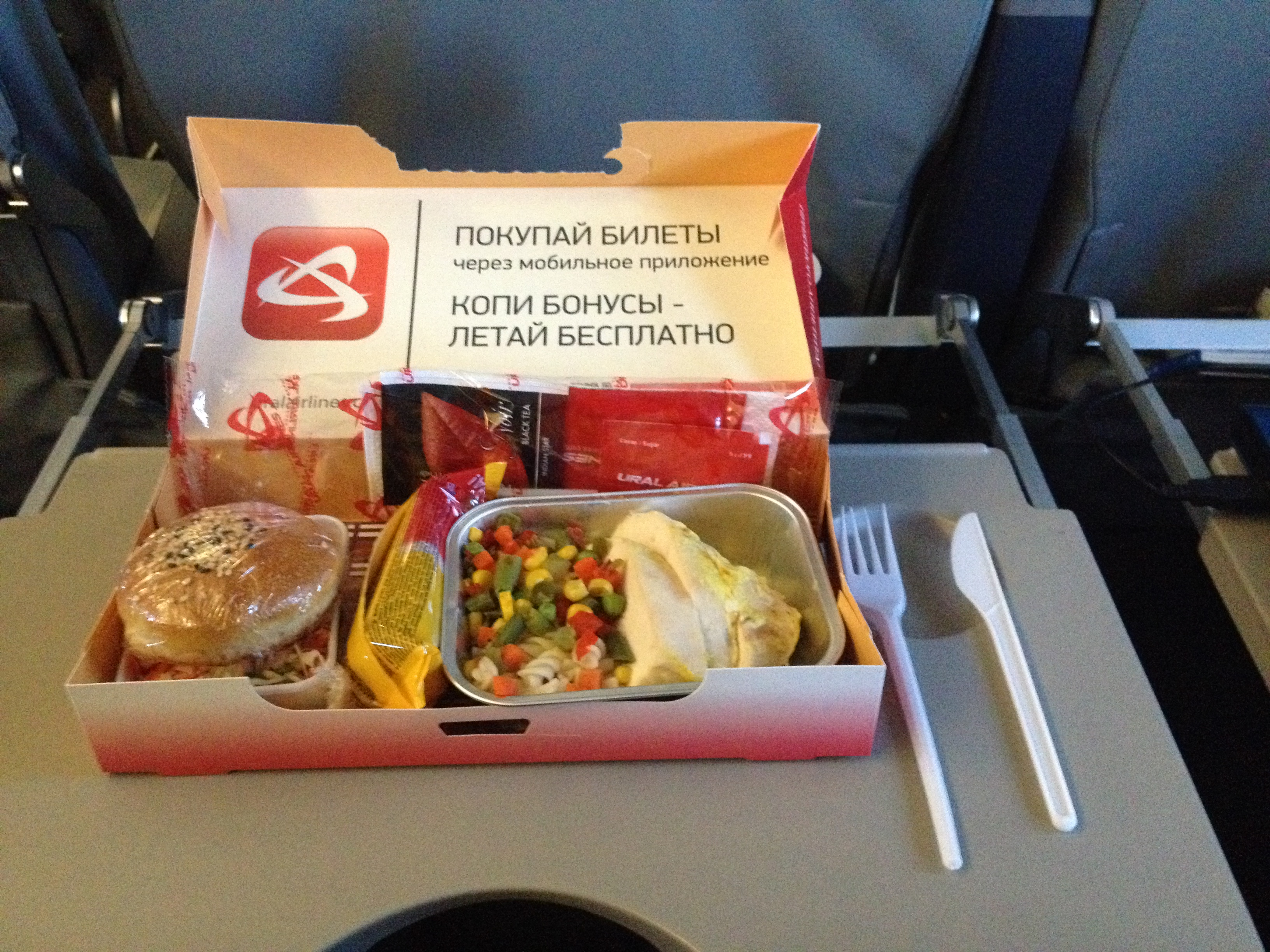
وجبة على متن خطوط أورال الجوية

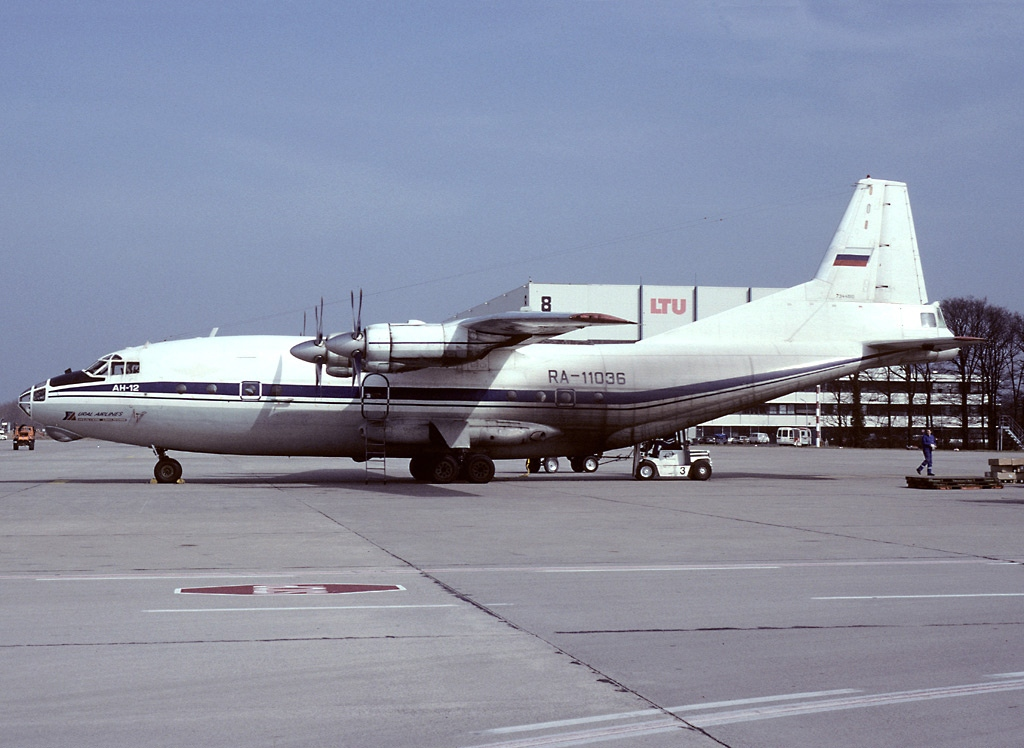
طائرة سابقة لخطوط أورال الجوية السابقة من طراز أنتونوف أن-12، وهي أول للشركة بعد استقلالها عن شركة إيروفلوت

نقلت الشركة مليون مسافر سنويًا لأول مرة في عام 2006. ومنذ ذلك الحين، نمت كل من شركة الطيران وعدد الركاب. في عام 2013، نقلت الشركة 4.419 مليون مسافر، وأصبحت سادس أكبر ناقل جوي في روسيا في ذلك العام.
| السنة | العدد              |
| ----- | ------------------ |
| 2018  | 9.001 مليون (+13%) |
| 2017  | 8.000 مليون (+24%) |
| 2016  | 6.467 مليون (+19%) |
| 2015  | 5.445 مليون (+6%)  |
| 2014  | 5.161 مليون (+17%) |
| 2013  | 4.419 مليون (+25%) |
| 2012  | 3.525 مليون (+40%) |
| 2011  | 2.513 مليون (+40%) |
| 2010  | 1.792 مليون (+12%) |
| 2009  | 1.497 مليون (+3%)  |
| 2008  | 1.450 مليون (+19%) |
| 2007  | 1.217 مليون (+20%) |
| 2006  | 1.011 مليون (+11%) |
| 2005  | 0.909 مليون        |

| السنة | الربح                | صافي الربح          |
| ----- | -------------------- | ------------------- |
| 2015  | ₽43,843 مليون (+19%) | ₽285 مليون (-49%)   |
| 2014  | ₽36,666 مليون (+25%) | ₽559 مليون (+171%)  |
| 2013  | ₽29,199 مليون (+26%) | ₽206 مليون (+42%)   |
| 2012  | ₽23,102 مليون (+33%) | ₽145 مليون (+1%)    |
| 2011  | ₽17,329 مليون (+32%) | ₽143 مليون (+376%)  |
| 2010  | ₽13,061 مليون (+23%) | ₽30 مليون (+101%)   |
| 2009  | ₽10,573 مليون (-8%)  | ₽-758 مليون (-346%) |
| 2008  | ₽11,528 مليون (+59%) | ₽307 مليون (+103%)  |
| 2007  | ₽7,240 مليون (+16%)  | ₽-138 مليون (-611%) |
| 2006  | ₽6,241 مليون         | ₽27 مليون           |

## الوجهات

### اتفاقيات الرمز المشترك
لدى شركة خطوط أورال الجوية اتفاقيات تبادل الرموز مع شركات الطيران التالي:
- الخطوط الجوية الأذربيجانية
- طيران بيلافيا[19]
- الخطوط الجوية التشيكية
- الخطوط الجوية الملكية الهولندية[20]
- Red Wings Airlines[21]
- خطوط إس سفن[22]
- الخطوط الجوية الأوزبكستانية

## الأسطول

### الأسطول الحالي

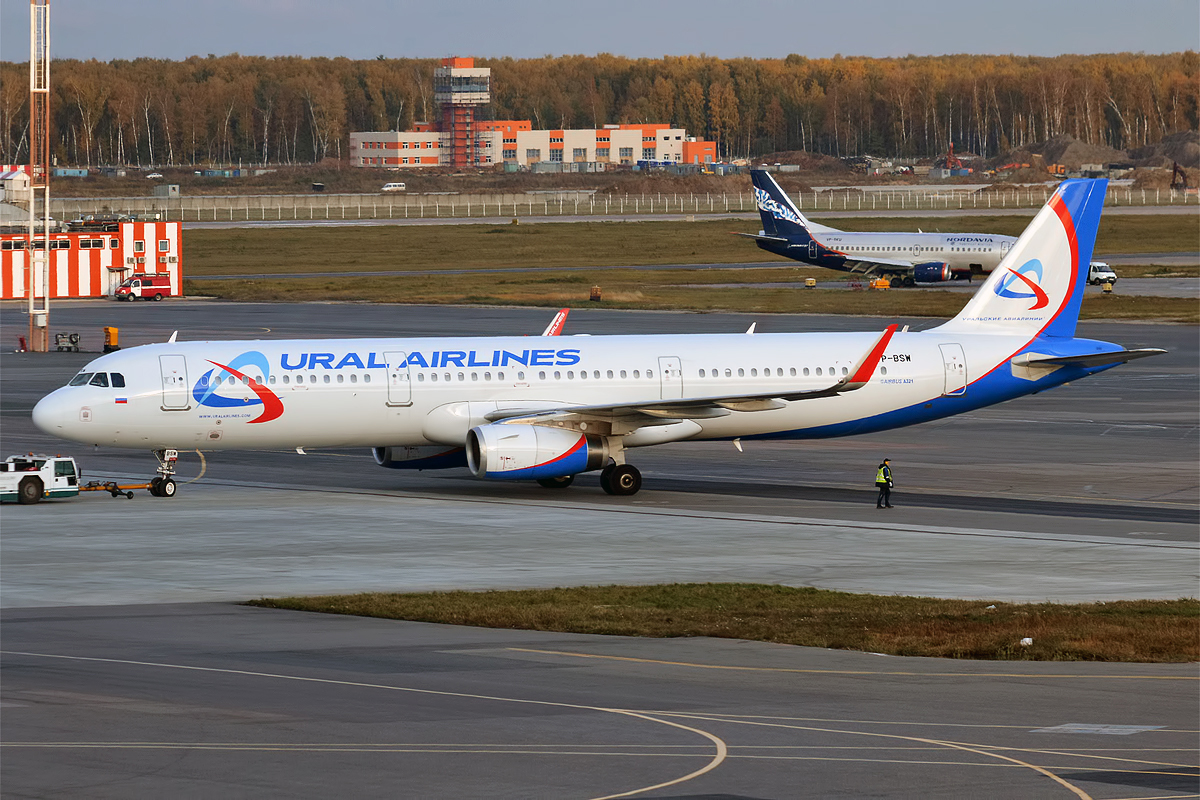
طائرة خطوط أورال الجوية إيرباص إيه 321-200

اعتبارًا من يولو 2022، يتألف أسطول خطوط أورال الجوية من الطائرات التالية:
| الطائرات             | في الخدمة | مطلوبة | الركاب       | الركاب   | الركاب | ملاحظات       |
| الطائرات             | في الخدمة | مطلوبة | رجال الأعمال | السياحية | مجموع  | ملاحظات       |
| -------------------- | --------- | ------ | ------------ | -------- | ------ | ------------- |
| إيرباص إيه 319       | 7         | —      | 8            | 126      | 134    |               |
| إيرباص إيه 320       | 23        | —      | 12           | 144      | 156    | [ 25 ]        |
| إيرباص إيه 320       | 23        | —      | 12           | 150      | 162    | [ 25 ]        |
| إيرباص إيه 320 نيو   | 3         | —      | 8            | 180      | 188    | [ 26 ] [ 27 ] |
| إيرباص إيه 321-200   | 14        | —      | —            | 215      | 215    |               |
| إيرباص إيه 321-200   | 14        | —      | —            | 220      | 220    |               |
| إيرباص إيه 321 إل أر | 8         | —      | —            | 236      | 236    |               |
| مجموع                | 52        | —      |              |          |        |               |

### الأسطول التاريخي

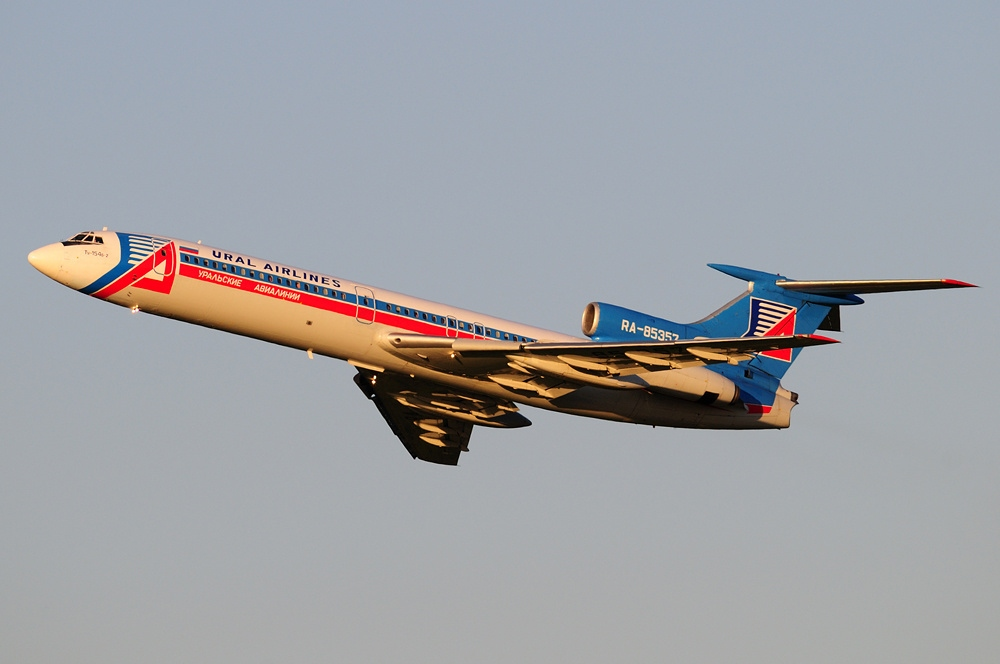
طائرة توبوليف تو-154 بي-2

| نوع الطائرة       | مجموع | سنة دخول الخدمة | سنة الخروج من الخدمة | ملاحظات                                                                                           |
| ----------------- | ----- | --------------- | -------------------- | ------------------------------------------------------------------------------------------------- |
| أنتونوف أن-12     | 2     | 1992            | 1998                 | قبلت من تفكك إيروفلوت.                                                                            |
| أنتونوف أن-24     | 2     | 1992            | 2006                 | تقاعد بعد إعادة تشكيل العلامة التجارية لشركة الطيران.                                             |
| إليوشن إي أل-86   | 4     | غير معروف       | 2010                 | تم استئجار واحدة من الخطوط الجوية سيبيريا. كانت الطائرة الوحيدة ذات الجسم العريض في أسطول الشركة. |
| توبوليف تو 154 بي | 3     | غير معروف       | 2006                 | تقاعد بعد إعادة تشكيل العلامة التجارية لشركة الطيران.                                             |
| توبوليف تو 154 إم | 5     | غير معروف       | 2011                 | خر طائرة بناها السوفيت.                                                                           |
| مجموع             | 16    |                 |                      |                                                                                                   |

## الحوادث والوقائع
- في 15 أغسطس 2019، طائرة خطوط أورال الجوية، وهي طائرة من طراز إيرباص إيه 321، بتسجيل (VQ-BOZ)، أثناء رحلتها رقم (U6-178)، من مطار زوكوفسكي الدولي إلى سيمفروبول وعلى متنها 226 راكباً و 7 من أفراد الطاقم، «ضربت سربًا من طيور النورس» بعد وقت قصير من الإقلاع وقاموت بهبوط طارئ في حقل ذرة على بعد أقل من كيلومتر واحد من المدرج [28] مع ارتفاع الهبوط.[29] تم نقل 23 شخصًا إلى المستشفى.[30]

## وصلات خارجية
- الموقع الرسمي